# Angels (The 69 Eyes)
Angels è l'ottavo album dei The 69 Eyes. È una sorta di sequel al loro precedente album, Devils. In Finlandia il CD è stato pubblicato, diversamente dal resto del mondo, il 28 febbraio 2007 in un'edizione limitata contenente il CD e un DVD.

## Tracce
1. Angels – 3:59
2. Never Say Die – 3:29
3. Rocker – 3:39
4. Ghost – 4:17
5. Perfect Skin – 3:45
6. Wings & Hearts – 5:05
7. Star of Fate – 4:50
8. Los Angeles – 3:48
9. In My Name – 3:36
10. Shadow of Your Love – 3:43
11. Frankenhooker – 4:03
12. Only Folls Don't Fall once More – 4:18 – Japan Edition Bonus Track
13. Wrap Your Troubles in Dreams – 4:32 – U.S./Japan Edition Bonus Track

### Limited Edition Bonus DVD
1. Perfect Skin (Videoclip)
2. Devils (Live)
3. Christina Death (Live)
4. Feel Berlin (Live)
5. Lost Boys (Live)
6. I Just Want To Have Something To Do (Live) (Cover dei Ramones)
7. On the Route 69 Presentation

### Ristampa Enhanched
1. Perfect Skin (Videoclip)
2. Never Say Die (Videoclip)

### Singoli

#### Perfect Skin
1. Perfect Skin
2. Devils (Live)
3. Christina Death (Live)
4. I Just Want To Have Something To Do (Live)

#### Never Say Die
1. Never Say Die (Single Mix)
2. Never Say Die (Album Mix)
3. Only Fools Don't Fall Once More

#### Rocker
1. Rocker

#### Ghost
1. Ghost
2. Wrap Your Troubles in Dreams
3. Never Say Die (Videoclip)

## Formazione
- Jyrki 69 (nato Jyrki Pekka Emil Linnankivi) - voce
- Bazie (nato Pasi Moilanen) - chitarra
- Timo-Timo (nato Timo Tapio Pitkänen) - chitarra
- Archzie (nato Arto Väinö Ensio Ojajärvi) - basso
- Jussi 69 (nato Jussi Heikki Tapio Vuori) - batteria

## Curiosità
- La modella in copertina è Christine Dolce.